# Lillesjö (Älekulla socken, Västergötland)
Lillesjö är en sjö i Marks kommun i Västergötland och ingår i Viskans huvudavrinningsområde.